# 2016년 하계 올림픽 싱가포르 선수단
2016년 하계 올림픽 싱가포르 선수단은 2016년 8월 5일부터 8월 21일까지 브라질 리우데자네이루에서 열린 2016년 하계 올림픽에 참가한 올림픽 싱가포르 선수단이다.

## 메달 집계
| 종목 | 1 | 2 | 3 | 합계 |
| 수영 | 1 | 0 | 0 | 1    |
| 합계 | 1 | 0 | 0 | 1    |

### 메달리스트
금메달
- 조지프 스쿨링(수영, 남자 접영 100m)

## 같이 보기
- 2016년 하계 올림픽